# Теорема Гурвіца (комплексний аналіз)
Теорема Гурвіца — твердження в комплексному аналізі, що описує зв'язок нулів голоморфної функції з нулями послідовності голоморфних функцій, що нормально (рівномірно на компактах) збігаються до неї. Теорема названа на честь німецького математика Адольфа Гурвіца.

## Твердження теореми
Нехай {fk} послідовність голоморфних функцій на зв'язаній відкритій множині G, що рівномірно збігаються на усіх компактних підмножинах множини  G  до голоморфної функції f. Якщо f має нуль порядку m в точці z0 то для довільного достатньо малого, дійсного числа ρ> 0 і для досить великих k ∈ N (що залежать від ρ), функції fk  матимуть по m нулів, у околі |z−z0| < ρ, з урахуванням кратності. Крім того, ці нулі сходяться до z 0 при k → ∞.

## Зауваження
Аналог теореми для випадку дійсних змінних не є справедливим. Наприклад функції {\displaystyle f_{i}(x)=x^{2}+1/i\,} рівномірно на всіх компактних підмножинах дійсних чисел збігаються до функції {\displaystyle f(x)=x^{2}\,} і всі згадані функції є нескінченну кількість разів диференційовними. Проте функція f має нуль порядку 2 для  x = 0, тоді як функції fk нулів не мають.
Зрозуміло, якщо розглядати ці функції у комплексній площині твердження теореми буде справедливим, оскільки функції fk мають по два корені, які прямують до нуля при зростанні k.

## Наслідки
- Нехай G — зв'язана відкрита множина і {fk} — послідовність голоморфних функцій, які сходяться рівномірно на компактах y G до голоморфної функції f. Якщо кожна функція fk не рівна нулю в усіх точках множини G, то f або тотожно дорівнює нулю, або також не дорівнює нулю на всій множині G.

Нехай f не тотожно рівна нулю але має нуль в точці z0. Тоді згідно теореми Гурвіца в околі |z−z0| < ρ точки z0 всі функції fk для достатньо великих k теж мають нулі, що суперечить умовам накладеним на ці функції.
- Якщо {fk} є послідовністю голоморфних ін'єктивних функцій на зв'язаній відкритій множині G (такі функції називаються однолистими або унівалентними на G), і вони рівномірно сходяться на компактах у G до голоморфної функції f, то f є або теж ін'єктивною або константою.

Нехай функція f не є константою і w0 — довільне значення, яке вона набуває в множині G. Нехай z1 і z2 такі що f(z1) = f(z2) = w0. Якщо визначити функції g = f — w0 і gk = fk — w0 то очевидно, що gk є голоморфними ін'єктивними функціями, що рівномірно на компактах збігаються до g, а z1 і z2 є нулями функції g. Згідно теореми Гурвіца існує послідовність комплексних чисел zk1 що збігається до z1 і для достатньо великих k число zk1 є нулем функції gk. Таким самим чином існує послідовність комплексних чисел zk2, що збігається до z2 і для достатньо великих k число zk2 є нулем функції gk. Відповідно для всіх достатньо великих k обидва числа zk1 і zk2 є нулями функції gk і оскільки функції gk є ін'єктивними то zk1 = zk2 для всіх достатньо великих k. Тобто, починаючи з деякого індексу, послідовності приймають однакові значення і відповідно їхні границі рівні між собою: z1 = z2. Тобто g має лише один нуль і відповідно f набуває значення w0 лише в одній точці множини G. Зважаючи на довільність вибору w0, f є ін'єктивною на множині G.
- Більш загально, нехай {fk} є послідовністю голоморфних функцій на зв'язаній відкритій множині G і ця послідовність рівномірно сходиться на компактах у G до голоморфної функції f  не рівної константі. Тоді якщо починаючи з якогось індексу всі члени послідовності приймають значення a не більше, ніж у n точках області G то і  функція f  є рівною a не більше, ніж у n точках області G.

## Доведення
Нехай f голоморфна функція на відкритій підмножині комплексної площини, що має нуль порядку m в точці z0, і {fn} — послідовність функцій, що рівномірно сходиться на компактних підмножинах до f.
Якщо f не рівна всюди нулю то кожен її нуль є ізольованою точкою тобто можна знайти таке дійсне число ρ > 0, що f(z) ≠ 0 для всіх z, що задовольняють умову 0 < |z−z0| ≤ ρ. Оскільки множина |z−z0| = ρ є компактною, будь-яка дійсна функція на ній набуває своїх мінімальних і максимальних значень.
Зокрема для функції |f(z)| на цій множині мінімальне значення є додатнім, тобто існує дійсне число δ > 0 для якого |f(z)| > δ для всіх z на колі|z−z0| = ρ. Оскільки fk(z) збігається рівномірно в замкнутому крузі (який є компактною множиною), існує натуральне число N таке що |fk(z)| ≥ δ/2 для всіх натуральних чисел k ≥ N і всіх комплексних чисел z на визначеному колі. Тому функції fk′(z)/fk(z) є коректно визначеними на колі |z−z0| = ρ для достатньо великих k.
Оскільки fk(z) рівномірно збігається до f на колі то також fk′(z) на цьому ж колі рівномірно збігається до f' і також маємо рівномірну збіжність:
{\displaystyle {\frac {f_{k}'(z)}{f_{k}(z)}}\to {\frac {f'(z)}{f(z)}}.}
Позначаючи кількість нулів функції fk(z) в крузі |z−z0| ≤ ρ через Nk, можна застосувати принцип аргументу:
{\displaystyle m={\frac {1}{2\pi i}}\int _{\vert z-z_{0}\vert =\rho }{\frac {f'(z)}{f(z)}}\,dz=\lim _{k\to \infty }{\frac {1}{2\pi i}}\int _{\vert z-z_{0}\vert =\rho }{\frac {f'_{k}(z)}{f_{k}(z)}}\,dz=\lim _{k\to \infty }N_{k}}
Перестановка границі і інтегралу є допустимою зважаючи на рівномірну збіжність послідовності у замкнутому крузі. Отож Nk → m при k → ∞. Оскільки всі Nk є цілими числами, Nk мають бути рівними m для всіх достатньо великих k.